# Nestor Studios
Nestor Studios est le premier studio de cinéma hollywoodien fondé en 1911 dans l'ancienne taverne Blondeau par David Horsley et son frère William Horsley. Leur premier film tourné fut The Law of the Range, un western.